# アガット (グアム)
アガット (英語: Agatチャモロ語: Hagat) はグアムの村であり、 島西部のアプラ湾の南にある。村の人口は2000年推計から減少している。
この村はハガニアから約10km南西にある。住民の半数以上がチャモロ人。 主な観光地にはアリファン山、アガット湾、 スペイン橋、太平洋戦争国立歴史公園がある。

## 歴史

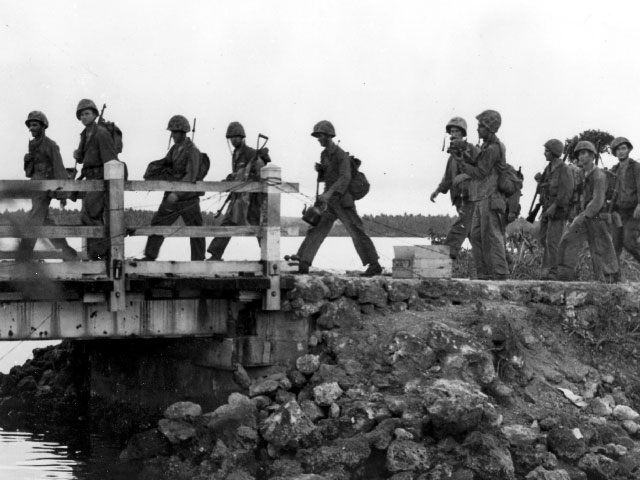
1944年のグアムの戦いでアガットの橋を渡るアメリカ海兵隊

1565年にレガスピが来島してスペインの領有を宣言し植民地となった。 村は1680年から1684年の間に創設された。なお、最初の住民はこの頃にスペインによるグアム島の平定により破壊されたFina村のチャモロ人であった。また、彼らはスペインの軍事的圧力によりキリスト教に改宗していた。1830年代にはグアムの主都にする計画もあったが資金不足で中止された。
1898年グアムは米西戦争の結果アメリカ領となり、アメリカ海軍の管理下のもとで統治が始まった。
1941年に太平洋戦争が勃発すると日本軍が島からアメリカ軍を放逐し、島名を「大宮島」と改名して日本領土としたが、1944年8月にはアメリカ軍が奪還した。